# 1957
1957 (MCMLVII) var ett normalår som började en tisdag i den gregorianska kalendern.

## Händelser

### Januari
- 1 januari
  - Saarland återförenas med Västtyskland [1].
  - Svåra ungdomskravaller utbryter för fjärde året i rad på nyårsnatten i Stockholm [2]. Flera tusen ungdomar mellan 12 och 20 år samlas i city, och omfattande skadegörelse följer [3].
  - I Sverige ombildas Stockholms överlärardistrikt till rektorsområden.
- 5 januari – USA:s president Dwight D. Eisenhower utfärdar Eisenhowerdoktrinen.
- 10 januari – Harold Macmillan efterträder Anthony Eden som brittisk premiärminister.
- 12 januari – Frågetävlingen Kvitt eller dubbelt har premiär i svensk tv [2].
- 25 januari
  - Poliovaccinering av alla skolbarn i Sverige inleds [4].
  - På Lida friluftsgård i Sverige skapas den fiktiva figuren Skogsmulle, som sägs bo ute i skogen och lär barn att inte skräpa ner ute i naturen, av Gösta Frohm [5].

### Februari
- 6 februari
  - En svensk beredning avlämnar ett betänkande om allmän tilläggspension (ATP) [2].
  - Den svenska regeringen meddelar att diplomaten Raoul Wallenberg avlidit i hjärtförlamning i Lubjankafängelset 1947 [3].
- 9 februari – 14-årige akvariefiskspecialisten Ulf "Hajen" Hannerz klarar Tiotusenkronorsfrågan i Sveriges Radio-TV:s "Kvitt eller dubbelt", andra populära vinnare blir historiespecialisten Kjell Boman och indianexperten Eric "Uncas" Englund [4].
- 16 februari – Ingmar Bergmans film Det sjunde inseglet har svensk premiär [2].
- 18 februari – Walter James Bolton hängs i Auckland och blir den siste att avrättas i Nya Zeeland sedan straffet återinförts för mord 1950.
- 24 februari – SAS öppnar en ny flyglinje mellan Köpenhamn och Tokyo över Nordpolen.

### Mars

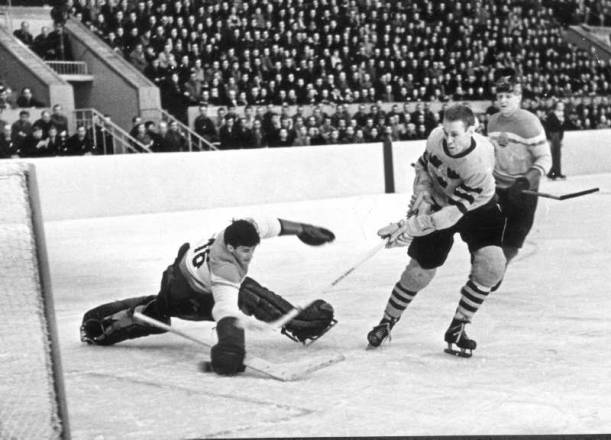
Sveriges herrlandslag i ishockey mästare i Världsmästerskapet i ishockey för herrar

Ghana

- 5 mars – Sverige, med spelare som Sven "Tumba" Johansson och Lasse Björn, blir världsmästare i ishockey i Moskva [4].
- 6 mars – Brittiska besittningen Guldkusten blir självständigt från Storbritannien och tar namnet "Ghana" [4].
- 25 mars – Regeringscheferna för Belgien, Frankrike, Italien, Luxemburg, Nederländerna och Västtyskland undertecknar Romfördragen, som skapar Europeiska ekonomiska gemenskapen (EEG) och Europeiska atomenergigemenskapen (Euratom) [4].
- 26 mars – Långtidsutredningen beräknar den svenska invandringen i framtiden till 10 000 per år på grund av behovet av arbetskraft [2].

### April
- 2 april – Det svenska flygbolaget Linjeflyg grundas.
- 9 april – Suezkanalen öppnas för båtar och fartyg av alla typer och storlekar [4] efter att ha varit stängd sedan oktober 1956 [6].

### Maj
- 3 maj – Den svenska riksdagen beslutar att successivt korta ner arbetsveckan från 48 till 45 timmar fram till 1960 [2], med start 1 januari 1958 [7].
- 15 maj – Storbritannien spränger en vätebomb vid Julöarna [8].
- 22 maj – Den svenska åldersgränsen för spritinköp höjs från 18 till 21 år för att motverka ungdomsfylleriet. Promillegränsen för bilförare sänks från 0,8 till 0,5 [2]. På grund av det ökade spritmissbruket får Systembolagets försäljningspersonal större befogenheter så att man kan begära legitimation av kunderna, avvisa berusade och stänga av missbrukare [3].
- 24 maj – Antiamerikanska upplopp utbryter i Taipei.[9]
- Maj – Bondeförbundet röstar med Högerpartiet och Folkpartiet för ett förslag om en svensk besparingskommission.

### Juni
- 7 juni – En raskatastrof inträffar vid Göta älv nära Lilla Edet. Tre personer omkommer och en fabrik måste läggas ner [2].
- 8 juni – SAS köper sina första jetflygplan, sex Caraveller, från Frankrike [6].
- 21 juni – Norge förklarar Drottning Mauds land, Bouvetön och Peter I:s ö som en del av Norska Antarktis [10].

### Juli
- Juli – 23 457 TV-licenser finns i Sverige [11].
- 2 juli
  - 1 200 personer omkommer vid en jordbävning i Mazandaran i Iran.[12]
  - Bondeförbundet byter namn till Centerpartiet [2].
- 5 juli – Bilförsäljningen i Sverige slår rekord, och det finns nära en miljon bilar i Sverige [2] då över 70 000 bilar sålts hittills under året, 6 000 fler än samma tid året innan. Populäraste modeller är Volkswagen, Volvo PV 444, Opel Rekord och Saab [3].
- 10 juli – Den svenske riksbankschefen Per Åsbrink och tre socialdemokrater i riksbankfullmäktige väcker uppseende, när de höjer räntan utan att i förväg meddela Sveriges regering. En kris uppstår mellan Sveriges riksbank och Sveriges regering, och riksbanksfullmäktiges ordförande Per Eckerberg avgår [3].
- 15 juli – Efter den oväntade räntehöjningen i Sverige den 10 juli får riksbanksfullmäktiges ordförande Per Eckerberg sparken av regeringen. Ny ordförande blir Per Edvin Sköld
- 19 juli – Dan Waern klarar som förste svensk att springa "drömmilen" (en engelsk mil på under fyra minuter) med tiden 3.59,3 på Stockholms stadion [4].
- 25 juli – Tunisien utropas till republik [13].
- 29 juli – Internationella atomenergiorganet (IAEA) bildas.

### Augusti

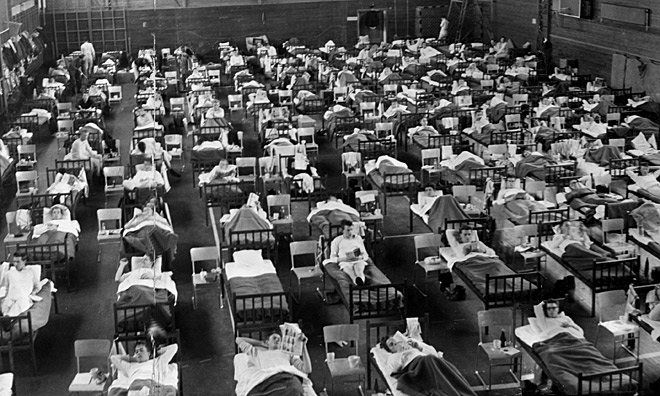
Fall av "asiaten", den största influensaepidemin sedan spanska sjukan 1918–1919, registreras i Sverige

- 2 augusti – Den svenska regeringen framlägger ett förslag om behörighet för kvinnor till prästtjänster [2].
- 11 augusti – 79 personer omkommer då ett charterflygplan störtar över Québec, Kanada [14].
- 27 augusti – Fall av "asiaten", den största influensaepidemin sedan spanska sjukan 1918–1919, registreras i Sverige [4].
- 31 augusti – Malajiska federationen blir självständig [1].

### September
- 1 september – 175 personer omkommer då ett tåg störtar ner i en ravin i Kendal, Jamaica [14].
- 4 september – Bilmärket Edsel lanseras.
- 9 september – Den brittiske rocksångaren Tommy Steele ger en konsert på Biograf Anglais i Stockholm, och tumult uppstår med tusentals entusiastiska fans på Stureplan, dit polis måste kallas in [3].
- 14 september – Storbritannien spränger en vätebomb vid Julöarna [8].
- 19 september – USA genomför sin första underjordiska kärnvapenprovsprängning.
- 21 september
  - Vid Håkon VII:s död efterträds han som kung av Norge av sin son Olav V.[1]
  - 80 personer av en besättning på 86 omkommer då skolskeppet Pamir, som byggdes på Åland men vid tillfället var i västtysk ägo, går under i en cyklon utanför Azorerna.[14]
- 23 september – Svåra raskravaller uppstår i USA när skolsegregationen skall brytas, värst är läget i Little Rock i Arkansas [4] vid high school där guvernören försöker stoppa de svarta eleverna, och USA:s president Dwight D. Eisenhower skickar trupper för att skydda dem [6].
- 25 september – Storbritannien spränger en vätebomb vid Julöarna [8].
- 27 september – Dag Hammarskjöld omväljs till FN:s generalsekreterare.
- 29 september – 300 personer omkommer då ett expresståg kör in i ett stillastående tåg med oljetankvagnar nära Montgomery, Västpakistan [14].
- Hösten – Tv-sändningarna mellan Stockholm och Göteborg länkas.

### Oktober
- 2 oktober – Det svenska kyrkomötet säger nej till regeringsförslaget om kvinnliga präster [2].

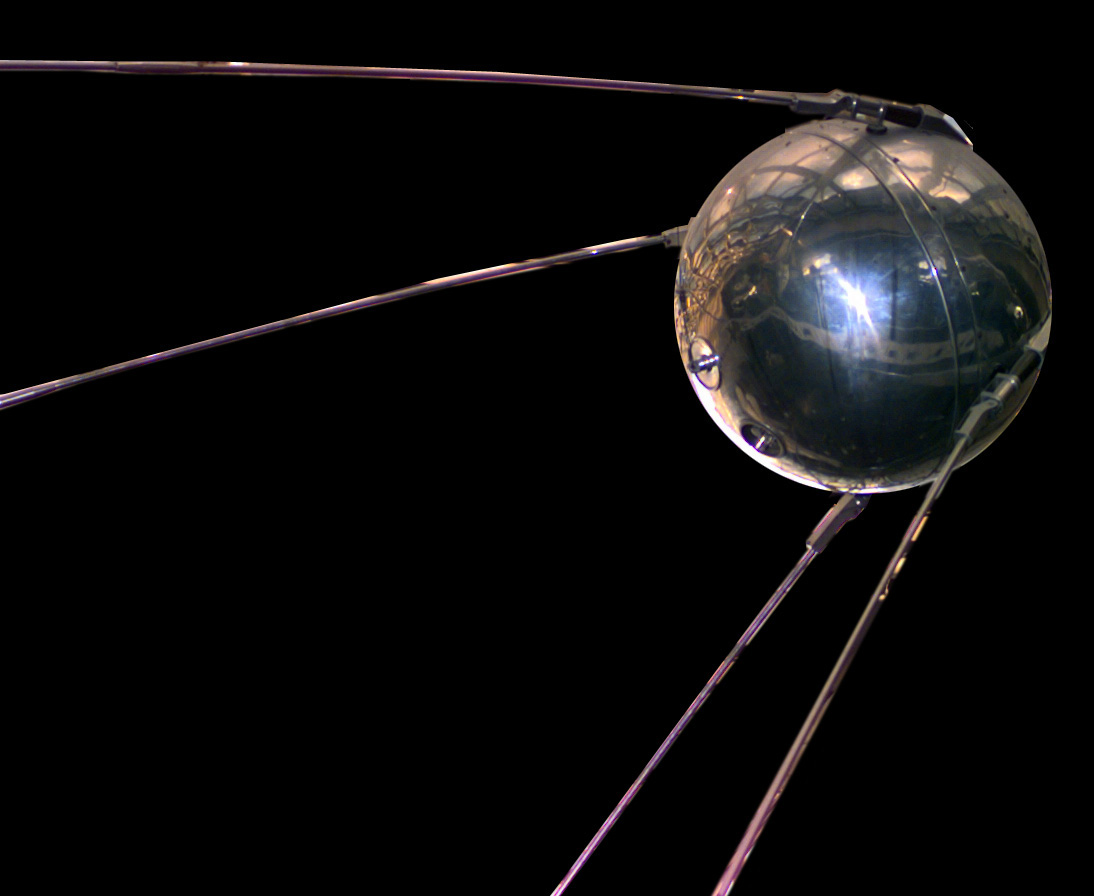
Sputnik 1.

- 4 oktober – Sovjetunionen sänder upp Sputnik 1, världens första konstgjorda satellit, i omloppsbana runt jorden [4].

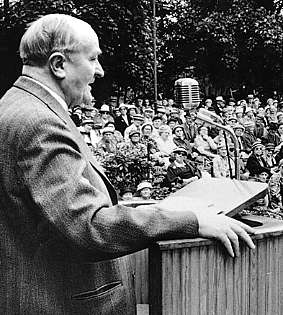
Svenska folket röstar om pensionen.

- 10 oktober – Radioaktivt stoft frigörs då en reaktor i kärnkraftverket Windscale i Storbritannien börjar brinna [4].
- 13 oktober – Vid den rådgivande svenska folkomröstningen om pensionsfrågan får SAP:s alternativ Linje 1 46% av rösterna och går inte upp till majoritet trots att man får flest röster [4]. De båda övriga får 15 resp. 35% [2]. ATP har varit en dominerande fråga i svensk inrikespolitik under 1950-talets senare del [3].
- 29 oktober – Efter ATP-omröstningen lämnar Centern den svenska regeringen, som återigen blir rent socialdemokratisk [2].
- 31 oktober – Ragnar Edenman blir svensk ecklesiastikminister.

### November
- 1 november – Då Sveriges regering ombildas blir Ragnar Edenman (s) Sveriges nye ecklesiastikminister.
- 3 november – Sovjetunionen sänder upp sin andra satellit, Sputnik 2, som också har en passagerare – hunden Lajka [4].
- 4 november – Kvinnliga trafikvakter, så kallade lapplisor, börjar tjänstgöra i Sverige[2] på Stockholms gator[3]. Beslut taget 17 juni.
- 8 november
  - Storbritannien provspränger en vätebomb på Line Islands [8].
  - SCB rapporterar att den svenska medelinkomsten är 8 446 kronor om året [2].
- 13 november – Floden Po i Italien svämmar över och stora landområden läggs under vatten [4].
- 24 november – T-Centralen i Stockholm invigs av HM Konung Gustaf VI Adolf.
- November – Den svenska regeringen bjuder in de borgerliga partierna till överläggningar om ATP.

### December
- 4 december
  - 92 personer omkommer och 157 skadas då två pendeltåg kolliderar i dimma i Saint Johns, England, Storbritannien [14].
  - 30 personer omkommer i en jordbävning i sydvästra Mongoliet. Jordbävningen, med en magnitud på 8,1, drabbar ett nästan obefolkat område och räknas som 1900-talets minst dödliga jordbävning av den storleksgraden.[15]
- 6 december
  - Ingmar Bergmans uppsättning av Molières pjäs Misantropen gör stor succé på Malmö stadsteater. Under hans ledning blir teatern en av Sveriges mer betydelsefulla scener [3].
  - USA:s första försök att sända upp en egen satellit slutar med en krasch på startplattan.
- 11 december – Den svenska riksdagen beslutar att förändra Rådshusrättens sammansättning i brottmål.
- 13 december – 1 130 personer omkommer i jordbävningen i Sahneh i Iran.[12]
- 16 december – Det första svenska musikradioprogrammet för ungdomar, Spisarparty, börjar sändas.
- 25 december – Ingmar Bergmans film Smultronstället har svensk premiär [2].
- 28 december – Arne Sucksdorffs film "En djungelsaga" har premiär i Stockholm [6].

### Okänt datum
- Estrella blir först i Sverige med att tillverka chips och popcorn. Keso är en nyhet i affärerna, liksom Frost flakes [6].
- Jack Kerouac släpper romanen På väg [6].
- Sovjetunionen avslöjar sin kunskap om det svenska spioneriet i Baltikum.
- Den svenska regeringen deklarerar att dess Sovjetpolitik skall uppmuntra kontakter av kulturellt, fackligt och ekonomiskt slag. Högern och Folkpartiet är kritiska.
- Sverige väljs in i FN:s säkerhetsråd för första gången.
- Svenska Statens institut för konsumentfrågor (Konsumentinstitutet) bildas genom sammanslagning av Hemmens forskningsinstitut (HI) och Varudeklarationsnämnden (VDN).
- Den första elektroniska räknemaskinen lanseras av AB Åtvidabergs Industrier.
- Fem personer dödas i en gasolycka vid Oxelösunds järnverk.
- FORTRAN, IBMs vetenskapliga programspråk blir tillgängligt för kunder.
- Svenska Amerika Linien får sin miljonte passagerare.
- Spårvagnslinjen till Kortedala tas i bruk [16].
- Interbau hålls i Berlin. Kortedala uppmärksammas [16].
- Finländska invandrare i Sverige bildar en riksorganisation [17].
- Sverige inför lagen om obligatorisk socialhjälp [18].

## Födda

### Första kvartalet

#### Januari
- 1 januari
  - Luis Guzmán, puertoricansk skådespelare.
  - Stefan Söderkvist, svensk travkusk.
- 4 januari – Fabrizio Bentivoglio, italiensk skådespelare.
- 6 januari – Nancy Lopez, amerikansk golfspelare.
- 10 januari
  - Anders Englund, åländsk politiker (centerpartist).
  - Greg Walden, amerikansk republikansk politiker.
- 12 januari – John Lasseter, amerikansk animatör, manusförfattare, regissör och filmproducent.
- 13 januari – Lars Ohly, svensk politiker (vänsterpartist); partisekreterare 1994–2000, partiledare från 2004.
- 15 januari – Mario Van Peebles, amerikansk skådespelare.
- 19 januari – Roger Ashton-Griffiths, brittisk skådespelare.
- 20 januari – Alu Alchanov, Tjetjeniens preident från 2004.
- 23 januari – Caroline, prinsessa av Hannover.
- 24 januari – Adrian Edmondson, brittisk skådespelare.
- 25 januari – Luis Alfredo Garavito, colombiansk seriemördare, en av de värsta i historien.
- 26 januari – Matti Semi, finländsk politiker.
- 27 januari – Janick Gers, brittisk musiker, gitarrist i Iron Maiden sedan 1990.
- 28 januari – Nick Price, zimbabwisk golfspelare.
- 29 januari – Heléne Perback, svensk dansare.
- 30 januari – Payne Stewart, amerikansk golfspelare.

#### Februari
- 1 februari
  - Dennis Brown, jamaicansk reggaesångare.
  - Jackie Shroff, indisk skådespelare.
- 3 februari
  - Maria Robsahm, svensk journalist och politiker.
  - Steven Stapleton, brittisk musiker, spelar i Nurse With Wound.
- 4 februari – Don Davis, amerikansk filmmusikkompositör.
- 6 februari
  - Kathy Najimy, amerikansk skådespelare.
  - Sven Nordin, norsk skådespelare.
- 9 februari – Carina Lidbom, svensk skådespelare.
- 15 februari – Nathaniel Bar-Jonah, amerikansk seriemördare och kannibal.
- 16 februari – LeVar Burton, amerikansk skådespelare.
- 18 februari – Steve Womack, amerikansk republikansk politiker.
- 19 februari
  - Falco, (eg. Hans Hölzel), österrikisk musiker.
  - Ray Winstone, brittisk skådespelare.
- 20 februari – Glen Hanlon, kanadensisk ishockeytränare, förbundskapten för Vitrysslands ishockeylandslag.
- 22 februari – Ashok Amritraj, indisk filmproducent och professionell tennisspelare.
- 25 februari – Ing-Marie Carlsson, svensk skådespelare.
- 27 februari
  - Adrian Smith, brittisk musiker, gitarrist i Iron Maiden 1980–1990 och från 1999.
  - Timothy Spall, brittisk skådespelare.
- 28 februari – John Turturro, amerikansk skådespelare.
  - Ainsley Harriott, brittisk kock och TV-profil.

#### Mars
- 3 mars – Themis Bazaka, grekisk skådespelare.
- 4 mars – Mykelti Williamson, amerikansk skådespelare.
- 5 mars – Tim Holden, amerikansk demokratisk politiker.
- 9 mars – Mona Sahlin, svensk socialdemokratisk politiker, riksdagsledamot 1982–1996 samt 2002–, vice statsminister 1994–1995, partiordförande 2007–.
- 10 mars
  - Pervenche Berès, fransk EU-parlamentariker.
  - Usama bin Ladin, saudiarabisk terroristledare, Al Qaida.
  - Shannon Tweed, kanadensisk-amerikansk skådespelare och fotomodell.
- 12 mars
  - Marlon Jackson, amerikansk skådespelare och musiker, medlem i The Jackson Five.
- 14 mars
  - Franco Frattini, italiensk politiker.
  - Tad Williams, amerikansk science fiction- och fantasyförfattare.
- 15 mars – Joaquim de Almeida, portugisisk skådespelare.
- 17 mars
  - Sissela Kyle, svensk skådespelare och komiker.
  - Mari Maurstad, norsk skådespelare och författare.
- 18 mars – Christer Fuglesang, svensk rymdfarare.
- 19 mars
  - Karen Robson, australisk skådespelare och filmproducent.
  - Bjarni Djurholm, Färöarnas vice premiärminister.
- 20 mars
  - Spike Lee, amerikansk regissör.
  - Joakim Thåström, svensk punk- och rockikon, gitarrist och rocksångare.
- 24 mars
  - Samuel Fröler, svensk skådespelare.
  - Michael Weir, brittisk parlamentsledamot för Scottish National Party.
- 26 mars – Paul Morley, brittisk journalist.
- 27 mars – Harald Lückner, svensk ishockeyspelare och -tränare.
- 28 mars – Jessica Zandén, svensk skådespelare.
- 29 mars
  - Erik Blix, svensk journalist, programledare och skådespelare.
  - Christopher Lambert, fransk-amerikansk skådespelare.

### Andra kvartalet

#### April
- 3 april – Lena Sommestad, svensk socialdemokratisk politiker, statsråd 2002–2006.
- 8 april – Neneh MacDouall-Gaye, gambisk politiker.
- 9 april – Severiano Ballesteros, spansk golfspelare.
- 12 april – Inga-Lill Andersson, svensk skådespelare.
- 14 april – Lothaire Bluteau, kanadensisk skådespelare.
- 27 april – Dilorom Kambarova, uzbekisk skådespelare.
- 29 april
  - Paul Clark, brittisk parlamentsledamot för Labour från 1997.
  - Daniel Day-Lewis, brittisk skådespelare.
  - Birgitte Söndergaard, svensk skådespelare.

#### Maj
- 1 maj – Steve Meretzky, datorspelsdesigner.
- 4 maj – Soozie Tyrell, amerikansk violinist, medlem i E Street Band från 2002.
- 5 maj – Brian White, brittisk parlamentsledamot för Labour från 1997.
- 7 maj – Lars O. Carlsson, svensk författare.
- 10 maj – Sid Vicious, brittisk punkrockare, basist i Sex Pistols.
- 11 maj – My Holmsten, svensk dansös och skådespelare.
- 12 maj – Marie Delleskog, svensk skådespelare.
- 14 maj – Jimmy Karlsson, svensk regissör, manusförfattare och producent.
- 19 maj
  - Susanne Barklund, svensk skådespelare.
  - Kristina Jämtmark, svensk tidigare barnskådespelare.
- 21 maj
  - Staffan Hallerstam, svensk skådespelare som sadlade om till läkare.
  - Judge Reinhold, amerikansk skådespelare.
- 22 maj
  - Lisa Murkowski, amerikansk republikansk politiker, senator 2002–.
  - Hege Schøyen, norsk skådespelare.
- 23 maj
  - Baltimora, eg. Jimmy McShane, irländsk musiker.
  - Lars Sponheim, norsk politiker (Venstre), näringsminister 1997–2000, jordbruksminister 2001–2005.
- 29 maj
  - Jeb Hensarling, amerikansk republikansk politiker.
  - Ted Levine, amerikansk skådespelare.

#### Juni
- 4 juni – Sue Hodge, brittisk skådespelare.
- 5 juni – Charles Falk, svensk kapellmästare, pianist, kompositör, arrangör och skådespelare
- 8 juni – Dimple Kapadia, indisk skådespelare.
- 17 juni – Jon Gries, amerikansk skådespelare.
- 19 juni
  - Trent Franks, amerikansk republikansk politiker.
  - Anna Lindh, svensk politiker, utrikesminister 1998–2003.
- 22 juni – Kajsa Reingardt, svensk skådespelare.
- 23 juni – Frances McDormand, amerikansk skådespelare.
- 26 juni – Patty Smyth, amerikansk musiker och kompositör.
- 28 juni – Mike Skinner, amerikansk racerförare.

### Tredje kvartalet

#### Juli
- 1 juli – Wayne David, walesisk politiker, parlamentsledamot för Labour från 2001.
- 7 juli – Jerry Weller, amerikansk republikansk politiker.
- 8 juli – Alan Campbell, brittisk parlamentsledamot (Labour) från 1997.
- 9 juli – Kelly McGillis, amerikansk skådespelare.
- 10 juli – Ron Klein, amerikansk demokratisk politiker, kongressledamot 2007–2011.
- 12 juli
  - Rick Husband, amerikansk astronaut.
  - Adolfo Urso, italiensk politiker.
- 13 juli – Thierry Boutsen, belgisk racerförare.
- 15 juli – Cecilia Nilsson, svensk skådespelare.
- 16 juli – Faye Grant, amerikansk skådespelare.
- 17 juli – Lars Arne Håkansson, svensk VD för Warner Home Video Sweden Aktiebolag, styrelseledamot i Svenska Antipiratbyrån.
- 18 juli – Nick Faldo, brittisk golfspelare.
- 21 juli
  - Jon Lovitz, amerikansk skådespelare.
  - Stefan Löfven, svensk politiker, statsminister 2014-2021.
- 23 juli
  - Kate Buffery, brittisk skådespelare.
  - Theo van Gogh, nederländsk filmskapare.
- 26 juli – Norman Baker, brittisk parlamentsledamot för Liberal Democrats.
- 29 juli
  - Diana DeGette, amerikansk demokratisk politiker.
  - László Kuncz, ungersk vattenpolospelare.

#### Augusti
- 4 augusti – Rob Andrews, amerikansk demokratisk politiker.
- 10 augusti – David Crane, amerikansk producent och manusförfattare.
- 11 augusti
  - Lennart Håkansson, svensk dansare och koreograf.
  - Ian Stuart, engelsk vit makt-sångare och låtskrivare.
- 12 augusti – Isaach De Bankolé, ivoriansk skådespelare.
- 18 augusti
  - Carole Bouquet, fransk skådespelare.
  - Denis Leary, amerikansk skådespelare.
- 19 augusti – Martin Donovan, amerikansk skådespelare.
- 21 augusti – Karin Rehnqvist, svensk tonsättare.
- 24 augusti – Stephen Fry, brittisk författare och skådespelare.
- 25 augusti – Christer Björkman, svensk TV-man.
- 26 augusti – Dr Alban, egentligen Alban Nwapa, svensk musikartist.
- 27 augusti – Bernhard Langer, tysk golfspelare.

#### September
- 2 september – Tibor Gáspár, ungersk skådespelare.
- 6 september – Kaj Nuora, svensk skådespelare.
- 7 september – José Sócrates, portugisisk politiker, premiärminister från 2005.
- 8 september – Hasse Aro, svensk journalist och programledare.
- 12 september
  - Michael McMahon, amerikansk politiker.
  - Rachel Ward, brittisk skådespelare.
  - Hans Zimmer, tysk filmmusikkompositör.
- 21 september – Ethan Coen, amerikansk regissör och producent.
- 22 september – Nick Cave, australisk musiker, låtskrivare, poet, författare och skådespelare.
- 24 september – Viveca Ringmar, svensk journalist och programledare i tv.
- 26 september – Klaus Augenthaler, tysk fotbollsspelare och tränare.
- 27 september – Karin Sjöberg, svensk skådespelare.
- 29 september – Lotta Ramel, svensk skådespelare.

### Fjärde kvartalet

#### Oktober
- 11 oktober – Jim Davis, amerikansk demokratisk politiker.
- 20 oktober – Hilda Solis, amerikansk demokratisk politiker.
- 22 oktober – Pär Sundberg, svensk barnskådespelare.
- 22 oktober – Peter Lulle Johansson, svensk journalist.
- 23 oktober – Paul Kagame, president i Rwanda.
- 28 oktober – Zach Wamp, amerikansk republikansk politiker.
- 28 oktober — Ahmet Kaya, kurdisk-turkisk musiker
- 30 oktober
  - Bruce Braley, amerikansk demokratisk politiker, kongressledamot 2007–2015.
  - Kevin Pollak, amerikansk skådespelare.

#### November
- 3 november
  - Ernst Kirchsteiger, svensk programledare i tv.
  - Dolph Lundgren, svensk skådespelare.
  - Michael Starke, brittisk skådespelare.
- 6 november – Lori Singer, amerikansk skådespelare och cellist.
- 7 november – Göran Ragnerstam, svensk skådespelare.
- 8 november – Charlotta Larsson, svensk skådespelare och teaterregissör.
- 13 november
  - Stephen Baxter, brittisk science fiction-författare.
  - Martin Timell, svensk programledare i tv.
- 16 november
  - Jacques Gamblin, fransk skådespelare.
  - Mikael Rahm, svensk skådespelare.
- 18 november – Ernst Billgren, svensk konstnär.
- 19 november
  - Eek-a-Mouse, eg Ripton Hylton, jamaicansk reggaeartist.
  - Ofra Haza, israelisk sångerska.
- 21 november – Håkan Bjerking, svensk teater- och filmregissör och producent.
- 23 november – Stefan Melander, svensk travtränare och kusk.
- 25 november – Christer Forsman, svensk företagare, grundare av Candyking.
- 29 november – Janet Napolitano, amerikansk politiker, guvernör i Arizona 2003–2009.
- 30 november – Yumi Maruyama, japansk volleybollspelare.

#### December
- 6 december – Andrew Cuomo, amerikansk demokratisk politiker.
- 8 december – Phil Collen, musiker, medlem i Def Leppard.
- 9 december – Donny Osmond, amerikansk sångare.
- 10 december
  - Jonna Arb, svensk skådespelare.
  - Kathy Dahlkemper, amerikansk demokratisk politiker, kongressledamot 2009–2011.
  - Michael Clarke Duncan, amerikansk skådespelare.
  - Paul Hardcastle, brittisk musiker.
  - Prem Rawat, indisk religiös ledare, kallades tidigare för Guru Maharaj Ji.
- 13 december – Steve Buscemi, amerikansk skådespelare.
- 20 december
  - Billy Bragg, artist och kompositör.
  - Anna Vissi, cypriotisk sångerska.
- 21 december – Ray Romano, amerikansk skådespelare och komiker.
- 22 december – Anders Eklund, svensk tungviktsboxare.
- 24 december – Hamid Karzai, president i Afghanistan.
- 25 december
  - Christine Hakim, indonesisk skådespelare.
  - Shane MacGowan, irländsk musiker och poet.
- 28 december – Thor Nis Christiansen, amerikansk seriemördare.
- 29 december – Oliver Hirschbiegel, tysk regissör.
- 30 december – Tom Tiffany, amerikansk republikansk politiker, kongressledamot 2020–.

## Avlidna

### Första kvartalet

#### Januari

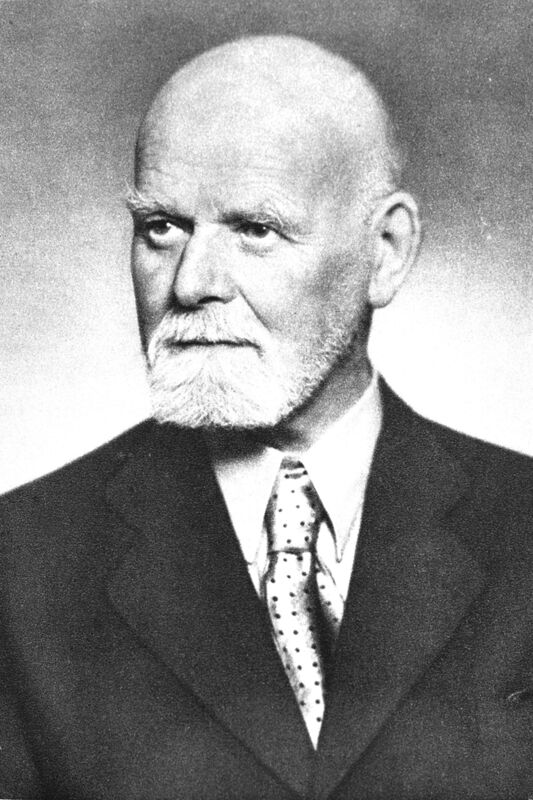
Österrikes förbundspresident Theodor Körner avled den 4 januari, 83 år gammal.

- Österrikes förbundspresident Theodor Körner avled den 4 januari, 83 år gammal.4 januari – Theodor Körner, 83, österrikisk militär och politiker, Österrikes förbundspresident 1951–1957.
- 6 januari – Viggo Larsen, 76, dansk skådespelare och regissör.
- 8 januari – Benkt-Åke Benktsson, 50, svensk skådespelare och regissör.
- 10 januari – Gabriela Mistral, 67, chilensk poet och diplomat, nobelpristagare.
- 14 januari – Humphrey Bogart, 57, amerikansk skådespelare.
- 16 januari – Arturo Toscanini, 89, italiensk dirigent.

#### Februari
- 1 februari – Friedrich Paulus, 66, tysk generalfältmarskalk vid Stalingrad.
- 5 februari – Redfield Proctor Jr., 77, amerikansk republikansk politiker, guvernör i Vermont 1923–1925.
- 8 februari – Walther Bothe, 66, tysk fysiker, nobelpristagare.
- 9 februari – Miklós Horthy, 88, ungersk amiral, regent 1920–1944.
- 10 februari – Laura Ingalls Wilder, 90, amerikansk författare.
- 25 februari – Bugs Moran, 63, amerikansk gangster.

#### Mars
- 7 mars – Wyndham Lewis, 74, brittisk konstnär och författare.
- 8 mars – Viktor Dalbo, 73, finländsk konstnär.
- 10 mars – Max Amann, 65, tysk SS-officer.
- 11 mars – Richard Byrd, 68, amerikansk sjöofficer och polarforskare.
- 12 mars – Josephine Hull, 80, amerikansk skådespelerska.
- 16 mars – Constantin Brâncuşi, 81, rumänsk skulptör.
- 17 mars – Ramon Magsaysay, 49, filippinsk politiker, president 1953–1957.
- 26 mars – Édouard Herriot, 84, fransk politiker.
- 31 mars – Gene Lockhart, 65, kanadensisk skådespelare.

### Andra kvartalet

#### April
- 2 april – Gustaf Hedström, 73, svensk operettsångare, skådespelare och sång- och talpedagog.
- 5 april – Gustaf Hedberg, 45, svensk skådespelare, sångare och producent.
- 6 april – Pierina Morosini, 26, italiensk jungfru och martyr, saligförklarad 1987.
- 8 april – Sten Selander, 65, svensk poet, essäist och botaniker, ledamot av Svenska Akademien 1953–1957.
- 10 april – Nils Erik Nilsson, 90, svensk hemmansägare och högerpolitiker.
- 18 april – Ben W. Hooper, 86, amerikansk republikansk politiker, guvernör i Tennessee 1911–1915.
- 22 april – Sture Henriksson, 39, svenskt fackföreningsman och politiker, kommunikationsminister 1957.
- 24 april – Elisabeth Hesselblad, 86, svensk birgittinnunna; helgonförklarad.
- 26 april – Gichin Funakoshi, 88, japansk karatemästare.

#### Maj
- 1 maj – Grant Mitchell, 82, amerikansk skådespelare.
- 2 maj – Joseph McCarthy, 48, amerikansk republikansk politiker, senator 1947–1957.
- 7 maj – Wilhelm Filchner, 79, tysk forskningsresande.
- 12 maj – Erich von Stroheim, 71, österrikisk-amerikansk skådespelare och filmregissör.
- 16 maj – Eliot Ness, 54, amerikansk kriminolog.
- 21 maj – Aleksandr Vertinskij, 68, sovjetisk skådespelare och sångare.
- 24 maj – Anna Gräber, 69, svensk skådespelare, opera- och operettsångerska och sångpedagog.
- 29 maj – James Whale, 67, brittisk regissör.
- 31 maj – Leopold Staff, 78, polsk poet.

#### Juni
- 12 juni – Jimmy Dorsey, 53, amerikansk jazzmusiker och orkesterledare.
- 13 juni – Irving Baxter, 81, amerikansk friidrottare.
- 21 juni – Johannes Stark, 83, tysk fysiker, nobelpristagare.
- 22 juni – Björn Hodell, 71, svensk teaterchef, manusförfattare och författare.
- 24 juni – Sulo Wuolijoki, 76, finländsk advokat, journalist och politiker.
- 25 juni – R. Gregg Cherry, 65, amerikansk demokratisk politiker, guvernör i North Carolina 1945–1949.
- 26 juni – Alfred Döblin, 78, tysk författare.
- 27 juni – Hermann Buhl, 32, österrikisk bergsbestigare.

### Tredje kvartalet

#### Juli

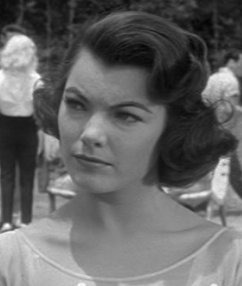
Den amerikanska skådespelaren Judy Tyler omkom i en bilolycka den 3 juli, 24 år gammal.

- Den amerikanska skådespelaren Judy Tyler omkom i en bilolycka den 3 juli, 24 år gammal.3 juli – Judy Tyler, 24, amerikansk skådespelare.
- 8 juli
  - Grace Coolidge, 78, amerikansk presidentfru.
  - Bernhard Näsgård, 66, svensk politiker, partisekreterare i Bondeförbundet 1932–1936, jordbruksminister 1957.
- 13 juli – Anna Norrie, 97, svensk skådespelare och operettsångerska.
- 15 juli – James M. Cox, 87, amerikansk demokratisk politiker och publicist.
- 19 juli – Curzio Malaparte, 59, italiensk författare.
- 23 juli – Giuseppe Tomasi di Lampedusa, 60, italiensk författare.
- 24 juli – Sacha Guitry, 72, fransk skådespelare, regissör och dramatiker.

#### Augusti
- 4 augusti – Walter F. George, 79, amerikansk demokratisk politiker, senator 1922–1957.
- 6 augusti – Per Jonas Edberg, 79, svensk hemmansägare och politiker (bondeförbundet).
- 7 augusti – Oliver Hardy, 65, amerikansk skådespelare, Helan.
- 9 augusti – Berta Hillberg, 71, svensk skådespelare.
- 10 augusti – Hamilton C. Jones, 72, amerikansk demokratisk politiker, kongressledamot 1947–1953.
- 16 augusti – Irving Langmuir, 76, amerikansk kemist, nobelpristagare.
- 21 augusti – Harald Ulrik Sverdrup, 68, norsk meteorolog och oceanograf.
- 23 augusti – Lille Bror Söderlundh, 45, svensk tonsättare och vissångare[2].

#### September
- 1 september – Dennis Brain, 36, engelsk valthornist.
- 4 september – Marianne Löfgren, 47, svensk skådespelare.
- 18 september – Augusto Genina, 65, italiensk regissör.
- 19 september – Edvard Persson, 69, svensk skådespelare och sångare.
- 20 september – Jean Sibelius, 91, finländsk tonsättare[1].
- 21 september – Håkon VII, 85, kung av Norge sedan 1905[1].
- 22 september – William Purington Cole, 68, amerikansk demokratisk politiker och jurist, kongressledamot 1927–1929 och 1931–1942.

### Fjärde kvartalet

#### Oktober
- 7 oktober – Knut Lindroth, 84, svensk skådespelare.
- 9 oktober – Gösta Björling, 45, svensk operasångare (tenor).
- 14 oktober – Natanael Berg, 78, svensk kompositör och musikadministratör.
- 12 oktober – Anders Sandrew, 72, svensk produktionschef för Sandrews-koncernen.
- 16 oktober – Ralph Benatzky, 73, österrikisk operettkompositör.
- 24 oktober – Christian Dior, 52, fransk modeskapare.
- 25 oktober
  - Albert Anastasia, 55, italiensk-amerikansk maffiaboss.
  - Henry van de Velde, 94, belgisk målare, arkitekt och formgivare.
- 26 oktober – William P. Lambertson, 77, amerikansk republikansk politiker, kongressledamot 1929–1945.
- 27 oktober – Carl-Harald, 72, svensk skådespelare.
- 30 oktober – Herman Welker, 50, amerikansk republikansk politiker, senator 1951–1957.

#### November

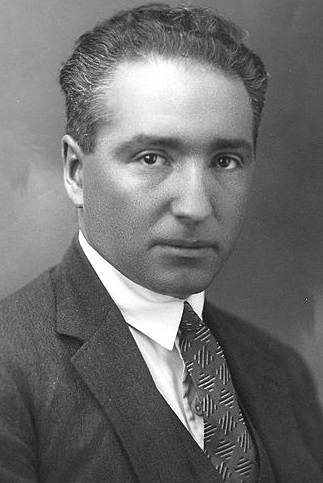
Psykoanalytikern Wilhelm Reich avled i ett amerikanskt fängelse den 3 november, 60 år gammal.

- Psykoanalytikern Wilhelm Reich avled i ett amerikanskt fängelse den 3 november, 60 år gammal.3 november – Wilhelm Reich, 60, österrikisk-amerikansk psykoanalytiker.
- 13 november – Antonín Zápotocký, 72, tjeckoslovakisk politiker, Tjeckoslovakiens president 1953–1957.
- 14 november – James M. Tunnell, 78, amerikansk demokratisk politiker, senator 1941–1947.
- 18 november – Carl Ström, 69, svensk skådespelare.
- 21 november – Cary A. Hardee, 81, amerikansk demokratisk politiker, guvernör i Florida 1921–1925.
- 23 november – Pia Skoglund, 26, svensk skådespelare.
- 24 november – Diego Rivera, 70, mexikansk konstnär.
- 25 november
  - Per Hjern, 58, svensk skådespelare.
  - Wiljo Tuompo, 64, finländsk militär.
  - Matti Visanti, 72, finländsk arkitekt.
- 30 november – Beniamino Gigli, 67, italiensk operasångare.

#### December
- 2 december – Harrison Ford, 73, amerikansk skådespelare.
- 11 december – Frederick George Creed, 86, kanadensisk ingenjör.
- 16 december – Heinrich Hoffmann, 72, tysk fotograf som arbetade åt Adolf Hitler.
- 17 december – Dorothy L. Sayers, 64, brittisk författare.
- 18 december – Jere Cooper, 64, amerikansk demokratisk politiker, kongressledamot 1929–1957.
- 20 december – Jonas Hesselman, 80, svensk civilingenjör och konstruktör.
- 23 december – Gösta Lycke, 63, svensk skådespelare.
- 24 december – Norma Talmadge, 63, amerikansk skådespelare.

## Nobelpris[19]
- Fysik
  - Chen Ning Yang, Kina / USA
  - Tsung-Dao Lee, Kina / USA
- Kemi – Lord Todd, Storbritannien
- Medicin – Daniel Bovet, Italien
- Litteratur – Albert Camus, Frankrike
- Fred – Lester Bowles Pearson, Kanada

### Fotnoter
1. 1 2 3 4 5  Faktakalendern 2000 – 1957 (Utlandet) , Semic, 1999
2. 1 2 3 4 5 6 7 8 9 10 11 12 13 14 15 16 17 18  Hundra år i Sverige – 1957, Hans Dahlberg, Albert Bonniers, 1999
3. 1 2 3 4 5 6 7 8 9  Sverige 1900-talet – 1957, NE, Bra Böcker, 2000
4. 1 2 3 4 5 6 7 8 9 10 11 12 13 14  20:e århundrades När Var Hur – 1957, Bernt Himmelstedt, Forum, 1999
5. ↑  ”Skogsmullestiftelsen”. Arkiverad från originalet den 2 juni 2013. https://web.archive.org/web/20130602013738/http://www.skogsmullestiftelsen.org/friends.htm.
6. 1 2 3 4 5 6  100 år med Aftonbladet – 1957, 1999
7. ↑  Faktakalendern 2000 – 1957 (Sverige), 1999
8. 1 2 3 4  Faktakalendern 1997, Semic, 1996
9. ↑  ”HI Taipei 1957 Riot”. Arkiverad från originalet den 5 oktober 2009. https://www.webcitation.org/5kJBvDpzz?url=http://www.msg-history.com/HistoricalItems/HI_Taipei_1957_Riot.html. Läst 3 oktober 2009.
10. ↑  ”World Statesmen”. http://www.worldstatesmen.org/Queen_Maude_Land.html.
11. ↑  ”100 år med Aftonbladet”. http://wwwc.aftonbladet.se/special/1900/50/tv.html. – Titta... på Hajen ...och Ria...och Hyland, 1999
12. 1 2  "Earthquakes with 1,000 or More Deaths since 1900". Arkiverad 14 januari 2013 hämtat från the Wayback Machine. Usgs.gov. Läst 9 augusti 2013. (engelska)
13. ↑  ”World Statesmen”. http://www.worldstatesmen.org/Tunisia.html.
14. 1 2 3 4 5  Faktakalendern 1996, Semic, 1995
15. ↑  "Historic Earthquakes – Gobi-Altay, Mongolia". Arkiverad 26 juni 2015 hämtat från the Wayback Machine. Usgs.gov. Läst 9 augusti 2013.(engelska)
16. 1 2  Sverige 1900-talet – Med flyttlass till folkhemmet, NE, Bra Böcker, 2000
17. ↑  Sverige 1900-talet – De nya svenskarna: Mellan assimilation och mångfald, NE, Bra Böcker, 2000
18. ↑  Sverige 1900-talet – Sweden, the Middle Way?, NE, Bra Böcker, 2000
19. ↑  ”Nobelpriset”. https://www.nobelprize.org/prizes/lists/all-nobel-prizes/. Läst 10 april 2011.